# کوگولتو
کوگولتو (به ایتالیایی: Cogoleto) یک کومونه در ایتالیا است که در استان جنوا واقع شده‌است.

## خصوصیات
کوگولتو ۲۰٫۳۶ کیلومترمربع مساحت و ۹٬۱۶۱ نفر جمعیت دارد و ۴ متر بالاتر از سطح دریا واقع شده‌است.

## خواهرخوانده
شهرهای اوبر-رام‌اشتات، سانتا کلما د گرامنت، المپیا، Saint-André-les-Vergers و بیدنکپف خواهرخوانده‌های کوگولتو هستند.